# Faryl Smith
Faryl Smith (Kettering, 23 luglio 1995) è un soprano e cantante britannica.

## Biografia
Faryl Smith si è piazzata quarta alla seconda edizione di Britain's Got Talent, nel 2008. Il suo primo album eponimo è stato pubblicato a marzo 2009 ed ha esordito alla 6ª posizione della Official Albums Chart con 29 200 copie vendute, segnando il maggior debutto settimanale per un disco classico. La settimana seguente ha raggiunto la 4ª posizione ed è stato poi certificato disco d'oro nel paese. Ai Classical BRIT Awards 2010 ha ricevuto due candidature, diventando la cantante più giovane in assoluto a riuscirci. Il secondo album Wonderland, basato su Le avventure di Alice nel Paese delle Meraviglie, è uscito a pochi mesi di distanza dal suo predecessore e si è fermato al 56º posto in madrepatria. In seguito ha sciolto il suo contratto con la Universal e si è esibita con God Save the Queen dinanzi alla Regina Elisabetta II, in occasione dell'annuale Royal Variety Performance.

## Discografia

### Album in studio
- 2009 – Faryl
- 2009 – Wonderland